# مکس برگانکر
مکس برگانکر (انگلیسی: Max Bergunker؛ ‏ ۳ مارس ۱۸۸۵ – ۸ ژوئیهٔ ۱۹۶۹) موسیقی‌دان و آهنگساز روسی‌الاصل آمریکایی بود.
از فیلم‌هایی که وی در آن‌ها نقش داشته‌است، می‌توان به ارابه‌های جنگی، عقاب‌های جوان و میهن‌پرست اشاره نمود.